# BTR-50
BTR-50は、ソビエト連邦がPT-76水陸両用戦車を基に設計した水陸両用式装甲兵員輸送車である。第二次世界大戦後のソ連製の装甲兵員輸送車はすべて装輪式であるのに対し、BTR-50は無限軌道を装備するのが特徴である。

## 開発
BTR-50は、1952年に開発され1954年にソ連地上軍に制式採用された。BTR-50は、PT-76と同様に滑らかな形状の車体をしており、水上走行時には車体左右の浮き袋を膨らませて浮力を得て車体後部両側のハイドロジェット推進で推進力を得る。

## 運用
BTR-50は、ソビエト連邦軍及び東ドイツ国家人民軍において機甲師団の隷下にある自動車化狙撃兵連隊に配備されたが、装軌式故に製造及び整備維持にかかるランニングコストが高くついたためソビエト連邦軍といえどもBTR-50による全歩兵部隊の自動車化は財政的に不可能なため、後継のBTR-60では調達費及び整備維持費用の安く付く装輪式に逆戻りした。以降のソ連における装軌式の兵員輸送車輌の登場はBMP-1歩兵戦闘車の開発を待たねばならない。
運用上も使い勝手の良い車両ではなかった。PT-76のコンポーネントをそのまま流用しているため、エンジンが車体後部に位置しており、兵士は上部のハッチからしか乗降できず、さらに船型の車体はよじ登るのに苦労を強いた。このためソビエト国内ではBMP-1と入れ替わる形で第一線から姿を消し、余剰となったBTR-50は友好諸国に輸出、供与された。
しかし、車体構造は堅牢で、供与先の各国では長く使用された。特に指揮統制車仕様はワルシャワ条約機構加盟国で広く使用されており、フィンランド国防軍ではデジタル式戦場通信ネットワークシステムを改修によって搭載した。BMP-1就役後も生産は1970年代まで継続され、各型合わせた総生産数は約6,500両に及んでいる。
また、チェコスロバキアとポーランドにおいてはBTR-50の発展型としてOT-62 / TOPASが開発・製造されており、エジプトとシリアが1967年の第三次中東戦争や1974年の第四次中東戦争で運用している。第四次中東戦争ではエジプトが序盤のスエズ運河渡渉に投入し、成功を収めている。さらに、イスラエル国防軍も鹵獲したBTR-50やOT-62 TOPAS
を運用していたが、イスラエルが保有していた車輌は後のレバノン内戦の際に、シリアやPLOと対立している点で利害が一致していた南レバノン軍やレバノン軍団などに軍事援助の一環として供与された。南レバノン軍で使用された車両の中には、野戦救急車型に改造された物も存在する。
2022年からのウクライナ侵攻では、ロシアの戦闘車両の不足により、屋外で保管させていたBTR-50が2023年より再使用されるようになった。最初は後方の支援任務に投入されたが、同年年末には最前線でも使用されるようになった。2024年5月までに、ウクライナで合計5台のBTR-50が破壊されたことが確認されている。

## 派生型

### ソ連仕様
BTR-50P
初期型。兵員区画は屋根の無いオープントップであり、固定武装はない。
BTR-50PA
車長用キューポラに14.5mmKPV 重機関銃を搭載した型。
BTR-50PK
装甲された屋根を取り付け、武装に7.62mmSGMB重機関銃を搭載した型。
BTR-50PU
指揮統制車仕様。非武装で、2個の円形ハッチおよび長方形の上部ハッチ付きの装甲された屋根がある。乗員は10名。
BTR-50PUM-1
BTR-50PUの改良型である指揮統制車仕様。乗員は8名に削減されている。
BTR-50PK(B)
装甲回収車。
MTP
装甲工兵車。
MTK
爆導索付きのロケットランチャーを使用した、地雷処理車輌。
オブイェークト914
試作歩兵戦闘車。

#### セルビア
BTR-50S
セルビアの防衛企業Yugoimport SPDRが提案したBTR-50PKの近代化改修プランであり、30mm機関砲と7.62mm Zastava M86機関銃（PK汎用機関銃のライセンス生産品）、4連装スモークディスチャージャー、9M14マリュートカ（AT-3サガー）対戦車ミサイル発射器2基を搭載したユーゴスラビア製M-80歩兵戦闘車の砲塔を追加搭載することによって、大幅な武装強化を行う。開発時の名称は BTR-50PK Yugoimport SDPR upgrade package 。

#### チェコスロバキア
OT-62 A/B/C (TOPAS)
チェコスロバキア及びポーランドで製造されたBTR-50のライセンス生産型。オリジナルと違って側面ドアが存在するのが最大の特徴。

#### 中国
77式水陸両用装甲車
中華人民共和国が、PT-76の独自改良型である63式水陸両用戦車を基に製造した型で、デザインはよく似ているが厳密にはBTR-50のクローンではない。
77-1式
水陸両用式の兵員輸送/火砲運搬用装甲車であり、屋根の上に牽引式火砲（85mm対戦車砲、もしくは120mm榴弾砲）を搭載する。火砲の搭載及び揚陸用の液圧式ウインチとランプを備える。
77-2式
水陸両用式装甲兵員輸送車。火砲の搭載機能はなく、ウインチとランプもない。

#### ポーランド
WPT-TOPAS
TOPAS2を基にした装甲回収車。ポーランド軍が運用。

#### レバノン
BTR-50 MEV
南レバノン軍でBTR-50PKから改造された、装甲野戦救急車。車体前部に昇降用のドアが設置されている。

## 採用国

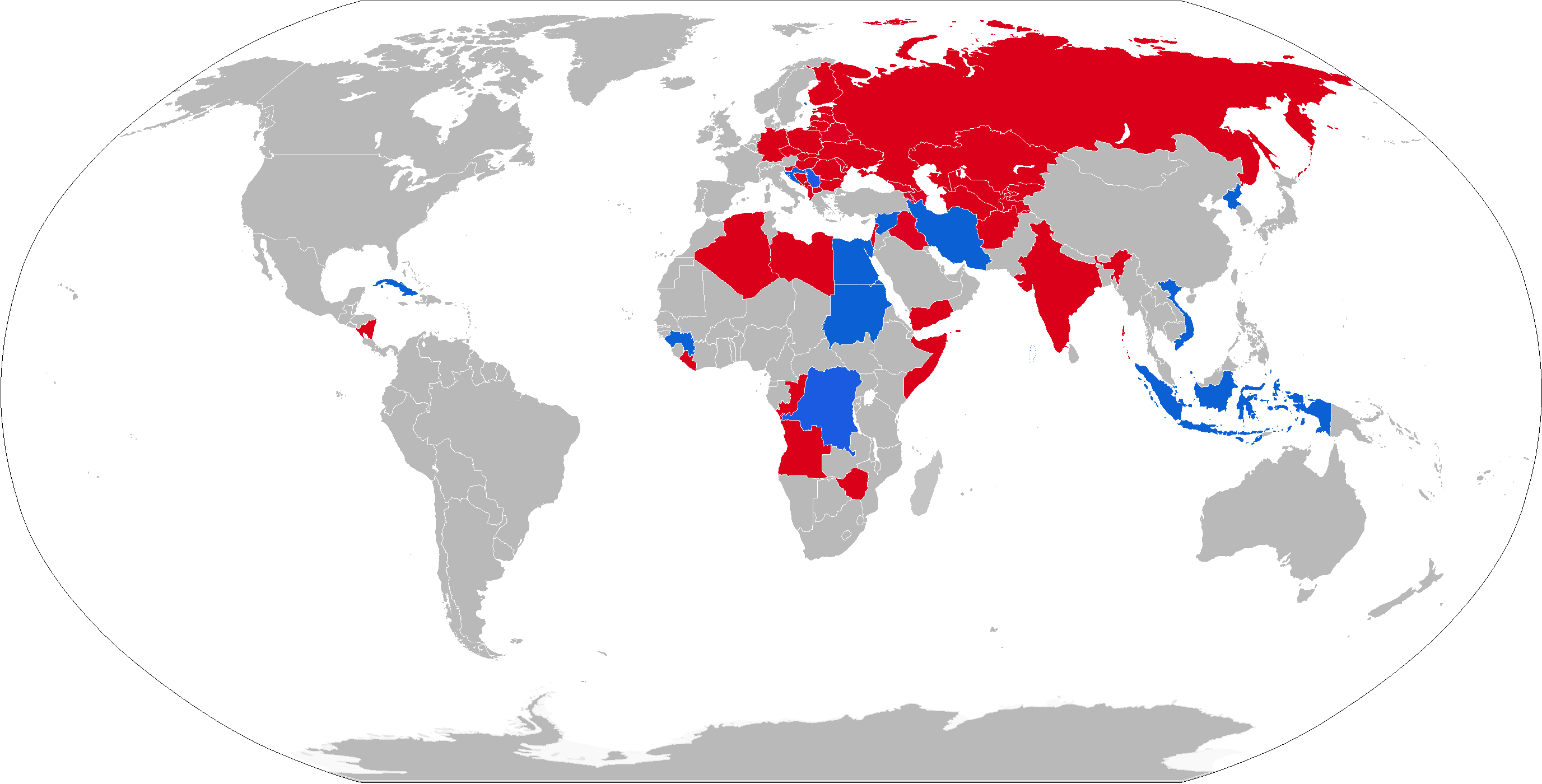
運用国

- 朝鮮民主主義人民共和国
- ベトナム
- インドネシア[注釈 1]
- イラン
- シリア
- セルビア
- クロアチア[注釈 2]
- エジプト[注釈 3]
- スーダン
- コンゴ民主共和国
- ギニア
- キューバ